# 田口正治
田口 正治（たぐち まさはる、1916年（大正5年）1月9日 - 1982年（昭和57年）6月29日）は、日本の水泳選手。専門は自由形。1936年ベルリンオリンピック800mフリーリレー金メダリスト。

## 経歴
1916年（大正5年）1月9日、京都府出身。同志社大学在学時の昭和8年度第7回明治神宮体育大会水上競技大会の新人競技の部・男子100m自由形に出場して1分1秒6のタイムで優勝し、注目を集める。
同志社大学から立教大学へ転じて、立教大学在学中の1936年（昭和11年）日本選手権水泳競技大会の競泳男子200m自由形で2分14秒8のタイムで優勝。その年のベルリンオリンピック日本代表選手に選出される。
ベルリンオリンピックでは100メートル自由形で4位入賞を果たし、男子800メートルリレーで、遊佐正憲・杉浦重雄・新井茂雄と共に金メダルを獲得。田口はこの800mリレーの優勝チームの一員として栄光を讃えられ、遊佐、杉浦、新井と共に1936年度の朝日スポーツ賞を受賞した。
立教大学卒業後は大丸（百貨店）に就職、大丸水泳部コーチとして古川勝、後藤忠治を指導した。
1961年（昭和36年）に日本水泳連盟が東京オリンピックを目指す選手育成と強化指導体制の構築を図るべく、立ち上げた強化本部に入り、競泳強化委員長として東京オリンピックへ向けた競泳チームの指導と強化体制の指揮采配を振った。1964年（昭和39年）の東京オリンピック本番では競泳チームヘッドコーチを務めた。
1982年（昭和57年）6月29日、逝去。66歳没。